# Camtouch

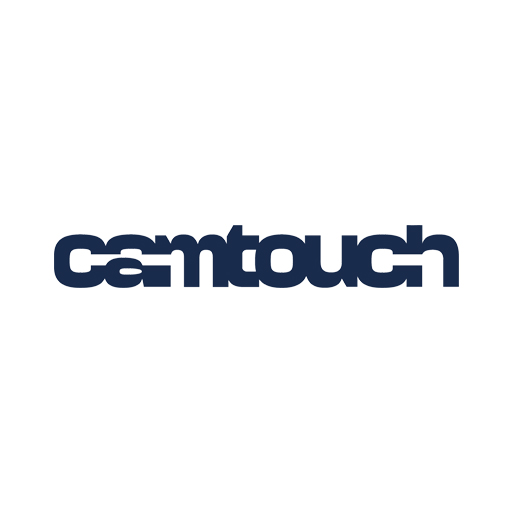
Логотип компанії / бренду Camtouch

Camtouch — українська компанія, яка створює технології, що дозволяють перетворити будь-яку поверхню на інтерактивну. Заснована у 2013 році в Києві, Україна. Головною місією компанії є: «Ми віримо в те, що колись і назавжди змінимо культуру комунікації через впроваждення інтерактивних технологій у повсякденне життя. Для того, щоб світ став технологічним, а інтерактив— доступним»
У 2020 році Camtouch увійшов до топ-6 hardware стартапів за версією UVCA[відсутнє в джерелі]. У цілому UVCA є одним з основних венчурних фондів України, за 8 років існування було інвестовано понад $1.5 млрд.[значущість факту?]

## Історія компанії та продукту
Перші розробки почались у 2013 році з ідеї Андрія Коноваленка оцифровувати рукописний текст, щоб навчальний матеріал залишався в електронному вигляді. Так у 10 класі почалась робота над перетворюванням руху звичайної ручки (що зрештою стала стилосом) у рух комп'ютерної миші, яка лягла в основу майбутньої технології.
«Те, що ця технологія і пристрій стане бізнесом, я довго не міг збагнути. Я ж програміст, я просто хотів щось створювати.»
У 2013-му з прототипом майбутнього Camtouch 10-класник зайняв четверте місце в категорії Computer Science на міжнародному конкурсі Intel ISEF в американському Феніксі Із заснуванням стартапу Camtouch брав участь у 3 акселераційних програмах в їх числі такі відомі програми як Sikorsky Challenge, YEP акселератор.
У 2019 році технологія Camtouch перемогла на Всеукраїнському фестивалі Інновацій від МОН за підтримки компанії Kyivstar як генерального спонсора.
У січні 2020 році за сприяння UVCA та CRDF Camtouch був представлений на Всесвітній технологічній виставці Consumer Electronic Show (CES) у Лас-Вегасі, США. У лютому 2020 за підтримки Startup Grind Kyiv, Міністерства цифрової трансформації України та Програми USAID «Конкурентоспроможна економіка України», Camtouch став частиною української делегації на Startup Grind Global Conference 2020 у Каліфорнії.

## Технологія Camtouch та сертифікація МОН
Технологія Camtouch працює з зображенням, виведеним на будь-яку пласку поверхню (Екрану телевізора, голограми або просто стіни за допомогою проектора) і робить його інтерактивним. Технологія має власне спеціальне програмне забезпечення, прописане командою розробників. Під час використання стилуса (або декількох одночасно) закріплений перед поверхнею сенсор розпізнає його рух як дотик touch events на комп'ютері користувача. За допомогою стилуса також можна виконувати будь-які дії, які дозволяє виконувати комп'ютерна миша: керувати презентацією, малювати, переміщувати об'єкти, виділяти тощо.
Camtouch працює на операційних системах MacOS, Windows, Linux, Android як HID пристрій. Принцип роботи Camtouch базується на оптичній технології в інфрачервоному спектрі. Завдяки власним розробкам команди вдалось зменшити вплив сонячного світла у порівнянні з аналогічними розробками[джерело?]. Додаткова кнопка на стилусі забезпечує дистанційне використання пристрою, тому користувачу не обов'язково безпосередньо торкатися поверхні.
Camtouch отримав сертифікацію від Міністерства освіти і науки України (МОН) та Інституту модернізації змісту освіти (ІМЗО) про відповідність педагогічним умовам за Наказом № 143 «Про затвердження Типового переліку засобів навчання та обладнання для навчальних кабінетів початкової школи» [Архівовано 20 січня 2022 у Wayback Machine.] та вимогам Нової Української Школи (Наказ МОН № 574) [Архівовано 10 березня 2021 у Wayback Machine.]. Це означає, що він повністю підходить для закупівлі у навчальні заклади України.

## Camtouch в українських навчальних закладах
Перші розробки тестувались вчителями з різних українських шкіл впродовж 2 років. В тісному співробітництві та збору відгуків технологію Camtouch допрацьовували для зручності використання в освітніх інституціях. Наразі налічуються понад 300 навчальних аудиторій, які облаштовані з Camtouch.[джерело?] У 2020 році адміністрація КНУ імені Тараса Шевченка погодилася, що подібну технологію доречно й доцільно використовувати в рамках програми Smart KNU.

## Фінансування
- На ранніх етапах розробки Camtouch отримав грант у розмірі $5000 від компанії Noosphere Ventures[джерело?]
- За програмою розвитку ООН Camtouch отримав додаткові $5000 інвестицій на розвиток виробництва.[джерело?]
- Спеціальний фінансовий приз стартап отримав від компанії Kyivstar на Всеукраїнському фестивалі Інновацій[джерело?]
- Окремі 2 гранти було виділено у рамках участі в Всесвітній технологічних виставках CES Startup Grind Global Conference 2020[джерело?]